# Голова Кабінету міністрів Аргентини

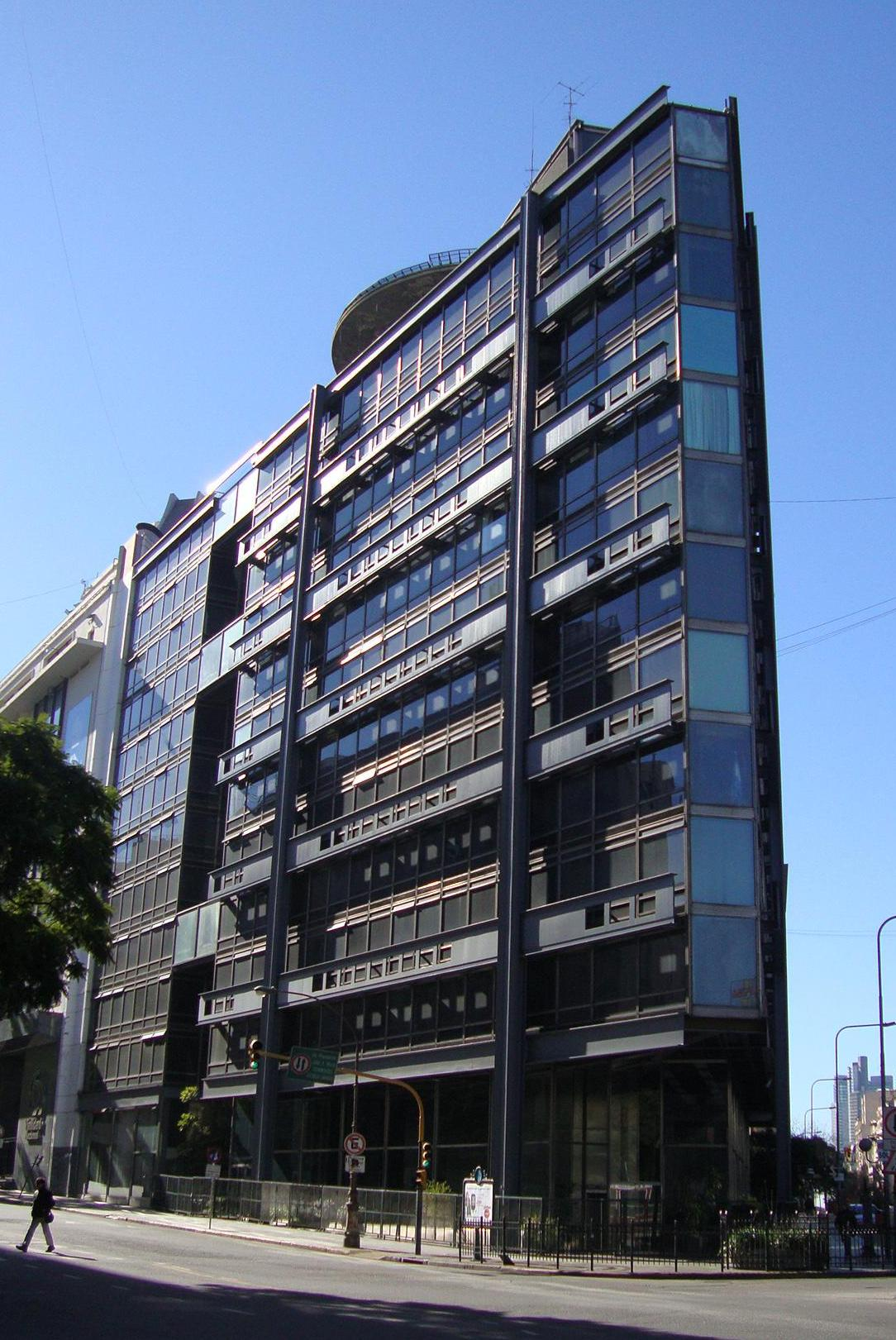
Будівля, у якій працює Голова Кабінету міністрів Аргентини

Голова Кабінету міністрів Аргентини (ісп. Jefe de Gabinete de Ministros) — голова уряду Аргентини. З 27 травня 2024 року Головою Кабінету міністрів Аргентини є Гільєрмо Франкос.

## Атрибуція
Голова Кабінету міністрів призначається президентом. Ця посада створена 1994 року під час конституційної реформи і є вищою за звичайних міністрів. Права і обов'язки Голови Кабінету міністрів визначаються у статтях 100 і 101 Конституції Аргентини. Він виконує управління державними справами, призначає підконтрольних йому посадовців, координує засідання Кабінету міністрів, підписує накази Президента, представляє на обговорення Конгресу проєкт бюджету тощо.
Безпосередньо від Голови Кабінету міністрів залежать такі установи:
- Внутрішнє аудиторство
- Національна комісія з земельних питань
- Національна комісія з координації державної політики з питань нелегального наркотрафіку, міжнародної організованої злочинності та корупції
- Секретаріат національної інтеграції
  - Субсекретаріат планування і управління національною інтеграцією
  - Субсекретаріат оперативних стягнень
- Секретаріат охорони довкілля
  - Субсекретаріат контролю довкілля і запобігання забрудненням
  - Субсекретаріат координації природоохоронної політики
  - Субсекретаріат планування і природоохоронної політики
  - Субсекретаріат пропагування альтернативної енергетики
- Секретаріат адміністративного координуванні й оцінки бюджету
  - Субсекретаріат оцінки державного бюджету
  - Субсекретаріат оцінки проєктів з іноземним фінансуванням
  - Координаційний субсекретаріат
- Секретаріат Кабінету міністрів
  - Субсекретаріат з питань інституційної реформи і посилення демократії
  - Субсекретаріат з управління державними справами і чиновниками
  - Субсекретаріат технологій управління
- Секретаріат парламентських відносин
  - Субсекретаріат інституційних відносин
- Секретаріат засобів масової інформації
  - Субсекретаріат засобів масової інформації
  - Субсекретаріат зв'язку і змісту мовлення
  - Субсекретаріат стратегічного зв'язку
  - Субсекретаріат адміністративного управління

## Список голів Кабінету Міністрів
| Голова Кабінету міністрів | Президент                     | Строк повноважень               |
| ------------------------- | ----------------------------- | ------------------------------- |
| Едуардо Бауса             | Карлос Менем                  | 8 липня 1995—5 червня 1996      |
| Хорхе Альберто Родрігес   | Карлос Менем                  | 5 червня 1996—10 грудня 1999    |
| Родольфо Ектор Терраньйо  | Фернандо де ла Руа            | 10 грудня 1999—6 жовтня 2000    |
| Крістіан Габріель Коломбо | Фернандо де ла Руа            | 6 жовтня 2000—20 грудня 2001    |
| Умберто Луїс Ск'явоні     | Рамон Пуерта                  | 20 грудня 2001—23 грудня 2001   |
| Луїс Бернардо Лускіньйос  | Адольфо Родрігес Саа          | 23 грудня 2001—30 грудня 2001   |
| Антоніо Кафієро           | Едуардо Каманьйо              | 30 грудня 2001—2 січня 2002     |
| Хорхе Мілтон Капітаніч    | Едуардо Дуальде               | 2 січня 2002—3 травня 2002      |
| Альфредо Нестор Атанасоф  | Едуардо Дуальде               | 3 травня 2002—25 травня 2003    |
| Альберто Фернандес        | Нестор Кіршнер                | 25 травня 2003—23 липня 2008    |
| Серхіо Томас Масса        | Крістіна Фернандес де Кіршнер | 23 липня 2008—7 липня 2009      |
| Анібаль Фернандес         | Крістіна Фернандес де Кіршнер | 7 липня 2009—10 грудня 2011     |
| Хуан Мануель Абаль Медіна | Крістіна Фернандес де Кіршнер | 10 грудня 2011—20 грудня 2013   |
| Хорхе Капітанич           | Крістіна Фернандес де Кіршнер | 10 грудня 2013—26 лютого 2015   |
| Анібаль Фернандес         | Крістіна Фернандес де Кіршнер | 26 лютого 2015—10 грудня 2015   |
| Маркос Пенья              | Маурісіо Макрі                | 10 грудня 2015—10 грудня 2019   |
| Сантьяго Каф'єро          | Альберто Фернандес            | 10 грудня 2019—20 вересня 2021  |
| Хуан Луїс Мансур          | Альберто Фернандес            | 20 вересня 2021—15 лютого 2023  |
| Агустін Россі             | Альберто Фернандес            | 15 лютого 2023 — 10 грудня 2023 |
| Ніколас Поссе             | Хав'єр Мілей                  | 10 грудня 2023 — 27 травня 2024 |
| Гільєрмо Франкос          | Хав'єр Мілей                  | з 27 травня 2024                |